# Liste der Stolpersteine in Schkeuditz
In der Liste der Stolpersteine in Schkeuditz werden die Stolpersteine aufgeführt, die im Rahmen des Projektes Stolpersteine des Künstlers Gunter Demnig bisher in Schkeuditz verlegt worden sind. Der erste Stolperstein wurde am 6. Mai 2016 für Kurt Beyer verlegt, gefolgt von drei weiteren Steinen am gleichen Tag für eine jüdische Familie. Nach einer zweiten Verlegeaktion am 29. Mai 2017 wird in Schkeuditz mit sechs Stolpersteinen an eine Sinti-Familie erinnert. Am 20. Juni 2018 wurden in einer dritten Aktion vier Steine für jüdische NS-Opfer verlegt, die komplett durch Spenden finanziert wurden. In einer weiteren Verlegeaktion am 29. November 2019 wurden drei Steine für Opfer der Euthanasie im Nationalsozialismus verlegt. Am 4. November 2021 wurde der erste Stolperstein im Ortsteil Glesien verlegt und erinnert ebenfalls an ein Opfer der Krankenmorde der Nationalsozialisten  in der Landesheilanstalt Altscherbitz. Am 21. Juni 2023 wurde ein weiterer Stolperstein direkt vor dem Schkeuditzer Rathaus verlegt, in Gedenken an ein weiteres Euthanasie-Opfer, das zuletzt keinen festen Wohnsitz hatte. Am ehemaligen Friedhof Altscherbitz wurde eine Stolperschwelle verlegt und eine Informationstafel angebracht.

## Verlegte Stolpersteine
| Name                   | Adresse                              | Bild              | Inschrift | Verlegedatum  | Biografie und Anmerkungen |
| ---------------------- | ------------------------------------ | ----------------- | --- | ------------- | ------------------------- |
| Kurt Beyer             | Landwehrstraße 4 (Standort)          | weitere Bilder \| | Hier wohnte Kurt Beyer Jg. 1899 im Widerstand/KPD verhaftet 19.2.1935 Gefängnis Halle ‘Schutzhaft’ 1937 Buchenwald 1940 Dachau ermordet 6.2.1941           | 6. Mai 2016   | [ 7 ]                     |
| Bernhard Goldberger    | Schillerstraße 9 (Standort)          | weitere Bilder \| | Hier wohnte Bernhard Goldberger Jg. 1889 Geschäft 1938 'arisiert' 'Polenaktion' 1938 ermordet im besetzten Polen                                           | 6. Mai 2016   | [ 8 ]                     |
| Hanna Chana Beuthner   | Schillerstraße 9 (Standort)          | weitere Bilder \| | Hanna Chana Beuthner geb. Goldberger Jg. 1914 Flucht 1940 Palästina                                                                                        | 6. Mai 2016   | [ 8 ]                     |
| Golda Gusta Goldberger | Schillerstraße 9 (Standort)          | weitere Bilder \| | Golda Gusta Goldberger geb. Rosenzweig Jg. 1887 'Polenaktion' 1938 ermordet im besetzten Polen                                                             | 6. Mai 2016   | [ 8 ]                     |
| Hulda Laubinger        | Albanuskirche (Standort)             | weitere Bilder \| | Hier getauft Hulda Laubinger geb. Steinbach Jg. 1873 verhaftet 12.1.1935 Gefängnis Halberstadt 1940 Ravensbrück deportiert 1943 ermordet in Auschwitz      | 29. Mai 2017  | [ 9 ]                     |
| Maximilian Laubinger   | Albanuskirche (Standort)             | Wwitere Bilder \| | Maximilian Laubinger Jg. 1871 deportiert 1943 ermordet in Auschwitz                                                                                        | 29. Mai 2017  | [ 9 ]                     |
| Josef Steinbach        | Albanuskirche (Standort)             | weitere Bilder \| | Josef Steinbach Jg. 1902 deportiert 1944 ermordet in Auschwitz                                                                                             | 29. Mai 2017  | [ 9 ]                     |
| Karl Steinbach         | Albanuskirche (Standort)             | weitere Bilder \| | Karl Steinbach Jg. 1907 deportiert 1943 ermordet in Auschwitz                                                                                              | 29. Mai 2017  | [ 9 ]                     |
| Hildegard Steinbach    | Albanuskirche (Standort)             | Weitere Bilder \| | Hildegard Steinbach Jg. 1909 deportiert 1943 ermordet in Auschwitz                                                                                         | 29. Mai 2017  | [ 9 ]                     |
| Wanda Steinbach        | Albanuskirche (Standort)             | weitere Bilder \| | Wanda Steinbach Jg. 1913 deportiert Auschwitz befreit | 29. Mai 2017  | [ 9 ]                     |
| Osias Krumholz         | Waldstraße 13 (Standort)             | weitere Bilder \| | Hier wohnte OSIAS KRUMHOLZ Jg.1891 verhaftet 29.8.1939 Gefängnis Halle 1940 Dachau 1941 Buchenwald 'verlegt' 11.3.1942 Bernburg ermordet 11.3.1942         | 20. Juni 2018 | [ 10 ]                    |
| Heinrich Engelberg     | Merseburger Straße 11 (Standort)     | weitere Bilder \| | Hier wohnte Heinrich Engelberg Jg. 1878 ‘Schutzhaft’ 1938 deportiert 1942 ermordet in Auschwitz                                                            | 20. Juni 2018 | [ 10 ]                    |
| Nathalia Engelberg     | Merseburger Straße 11 (Standort)     | weitere Bilder \| | Hier wohnte Nathalia Engelberg geb. Gutmann Jg. 1877 deportiert 1942 ermordet in Auschwitz                                                                 | 20. Juni 2018 | [ 10 ]                    |
| Hildegard Engelberg    | Merseburger Straße 11 (Standort)     | Weitere Bilder \| | Hier wohnte Hildegard Engelberg Jg. 1906 deportiert Auschwitz ermordet 1943                                                                                | 20. Juni 2018 | [ 10 ]                    |
| Charlotte Rohde        | Weststraße 4 (Standort)              | weitere Bilder \| | HIER WOHNTE CHARLOTTE ROHDE JG. 1894 EINGEWIESEN 1929 HEILANSTALT NIETLEBEN ‘VERLEGT’ 25.5.1935 HEILANSTALT ALTSCHERBITZ ERMORDET 14.10.1940               | 29. Nov. 2019 | [ 11 ]                    |
| Georg Fritzsche        | Herderstraße 11 (Standort)           | Weitere Bilder \| | HIER WOHNTE GEORG FRITZSCHE JG. 1902 EINGEWIESEN 1924 HEILANSTALT ALTSCHERBITZ ERMORDET 26.3.1941                                                          | 29. Nov. 2019 | [ 11 ]                    |
| Ernst Hennig           | Schillerstraße 9 (Standort)          | weitere Bilder \| | HIER WOHNTE ERNST HENNIG JG. 1878 EINGEWIESEN 1939 HEILANSTALT ALTSCHERBITZ ‘VERLEGT’ 23.10.1940 BRANDENBURG ERMORDET 23.10.1940 ‘AKTION T4’               | 29. Nov. 2019 | [ 11 ]                    |
| Frieda Baufeld         | Karl-Liebknecht-Straße 12 (Standort) | weitere Bilder \| | HIER WOHNTE FRIEDA BAUFELD JG. 1909 SEIT 1936 MEHRMALS EINGEWIESEN HEILANSTALT ALTSCHERBITZ ZWANGSSTERILISIERT 1936 ERMORDET 29.4.1942                     | 4. Nov. 2021  | [ 12 ]                    |
| Karl August Hering     | Rathausplatz (Standort)              | weitere Bilder \| | IN SCHKEUDITZ WOHNTE KARL AUGUST HERING JG. 1887 EINGEWIESEN 1916 HEILANSTALT ALTSCHERBITZ ´VERLEGT´ 19.9.1940 BRANDENBURG ERMORDET 19.9.1940 AKTION T4    | 21. Juni 2023 | [ 13 ]                    |
| Gustav Adolf Froehlich | Freirodaer Weg 21 (Standort)         | weitere Bilder \| | HIER WOHNTE GUSTAV ADOLF FROEHLICH JG. 1908 EINGEWIESEN 1934 HEILANSTALT ALTSCHERBITZ 'VERLEGT' 19.9.1940 BRANDENBURG/HAVEL ERMORDET 19.9.1940 'AKTION T4' | 7. Juni 2024  | [ 14 ]                    |
| Salomo Weissglas       | Waldstraße 13 (Standort)             | weitere Bilder \| | Hier wohnte SALOMO WEISSGLAS Jg.1901 verhaftet 6.8.1940 Gefängnis Leipzig entlassen 23.10.1940 Flucht Jugoslawien KZ Jasenovac ermordet 20.4.1945          | 7. Juni 2024  | [ 15 ]                    |